# Лідія Джейкобі
Лідія Джейкобі (англ. Lydia Jacoby; нар. 29 лютого 2004) — американська плавчиня, олімпійська чемпіонка та срібна призерка Олімпійських ігор 2020 року.

## Кар'єра
Лідія Джейкобі народилася 29 лютого 2004 року в Анкориджі, Аляска. У віці шести років вона почала займатися плаванням в місцевій команді. Коли їй було дванадцять років їй вдалося побити свій перший рекорд штату Аляска на дистанції 100 метрів брасом.
Спортсменка зуміла пройти кваліфікацію на Олімпійські ігри 2020 року в Токіо, на дистанціях 100 метрів брасом. Вона стала однією із одинадцяти спортсменів-підлітків у національній збірній США з плавання на цих змаганнях. На дистанції 100 метрів брасом вона мала сорок шість конкуренток. 25 липня 2021 року вона показала час 1:05.52 та з другим часом кваліфікувалася у півфінал. Наступного дня вона показала гірший час, 1:05.72, але пройшла у фінальний заплив з третім часом. У фіналі, який відбувся 27 липня, Лідія Джейкобі здобула перемогу з часом 1:04.95. Ця золота медаль стала першою для американських плавчинь на цих Олімпійських іграх, а також вона стала першою спортсменкою, яка завоювала для штату Аляска медаль у плаванні.
Наступний заплив спортсменки відбувся 29 липня у рамках змішаної естафети комплексним плаванням. На своєму етапі Лідія показала час 1:05.09, але посіла з командою лише п'яте місце. 1 серпня вона виступала у фіналі жіночої естафети комплексом. На своєму етапі вона показала час 1:05.03, та зуміла стати срібною призеркою змагань. Окрім неї у складі команди були Реган Сміт, Торрі Гаск та Еббі Вейтцейл.

## Виступи на Олімпійських іграх
| Олімпіада  | Дисципліна                               | Час     | Місце |
| ---------- | ---------------------------------------- | ------- | ----- |
| Токіо 2020 | 100 метрів брасом                        | 1:04.95 | 1     |
| Токіо 2020 | естафета 4x100 метрів комплексом         | 3:51.73 | 2     |
| Токіо 2020 | змішана естафета 4x100 метрів комплексом | 3:40.58 | 5     |